# 少年中國說
《少年中國說》是梁啟超的散文作品，1900年2月10日發表在《清議報》第35册上，号召中国少年为“少年中国”而奋斗。

## 背景
1840年后，清朝在鸦片战争、甲午战争等对外战争中屡战屡败，频频割地赔款。1898年梁启超领导的戊戌变法失败，梁辗转流亡东京、夏威夷等地，继续通过自办报纸等方式批评清朝政府，号召爱国救亡。

## 内容
梁启超首先提出外国人认为中国是“老大帝国”的问题，然后以人之老少比国之老少，提出中国一直以来的兴衰都只是朝廷之老少，而作为民主、法治的国家“前此尚未出现于世界”。他抨击清朝腐朽的政治制度和自私无能的治者使得中国老而将死，并以意大利革命者马志尼为正面例子，号召中国少年“举全国而少年之”，最后以一段气势恢宏的排比激励青年为“少年之中国”奋斗。

## 影响
《少年中国说》发表后，“少年”一词风靡一时，《清议报》随即出现了以“同是少年”、“铁血少年”、“濠镜少年”、“突飞少年”等为笔名的文章，追求进步的年轻知识分子竞相以“少年中国之少年”或“新中国之少年”自称。1902年南洋公学学生组织“少年中国之革命军”。1915年陈独秀创办了革命杂志《新青年》。1918年，李大钊等发起了“少年中国学会”，其规章第一条即是“本科学的精神，为社会的活动，以创造少年中国为宗旨”。“少年中国学会”成立不久，南京、上海、成都、巴黎等地，纷纷成立“少年中国学会”分会，并先后发行《少年中国》、《少年世界》、《少年社会》等期刊，读者遍及全国，盛极一时。
中国大陆至今有机构组织诵读《少年中国说》的活动，如2018年长春10所学校万名学生接力诵读《少年中国说》以完成成人礼仪式。

## 评论
- 苏渭昌：这是一篇充满爱国激情、气势磅礴、析理精辟、感染力极强的政论文。